# 1867年臺灣
|        | 臺灣歷史 \| 台灣歷史年表 |
| 世纪： | 18世纪臺灣 \| 19世纪臺灣 \| 20世纪臺灣 |
| 年代： | 1830年代臺灣 \| 1840年代臺灣 \| 1850年代臺灣 \| 1860年代臺灣 \| 1870年代臺灣 \| 1880年代臺灣 \| 1890年代臺灣                                           |
| 年份： | 1862年臺灣 \| 1863年臺灣 \| 1864年臺灣 \| 1865年臺灣 \| 1866年臺灣 \| 1867年臺灣 \| 1868年臺灣 \| 1869年臺灣 \| 1870年臺灣 \| 1871年臺灣 \| 1872年臺灣 |
| 纪年： | 丁卯年（兔年）、清朝同治6年 |

## 政府

### 斯卡羅酋邦

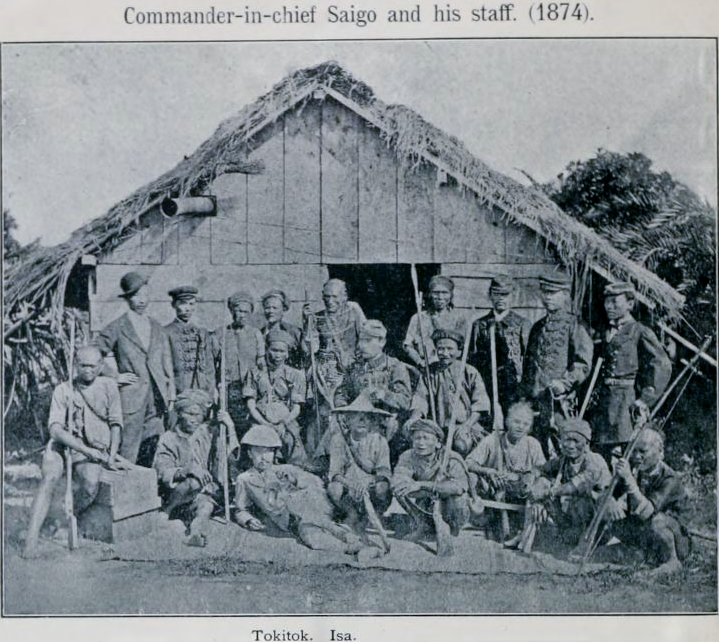
瑯嶠君主：卓杞篤（Cuqicuq Garuljigulj）

### 清帝國

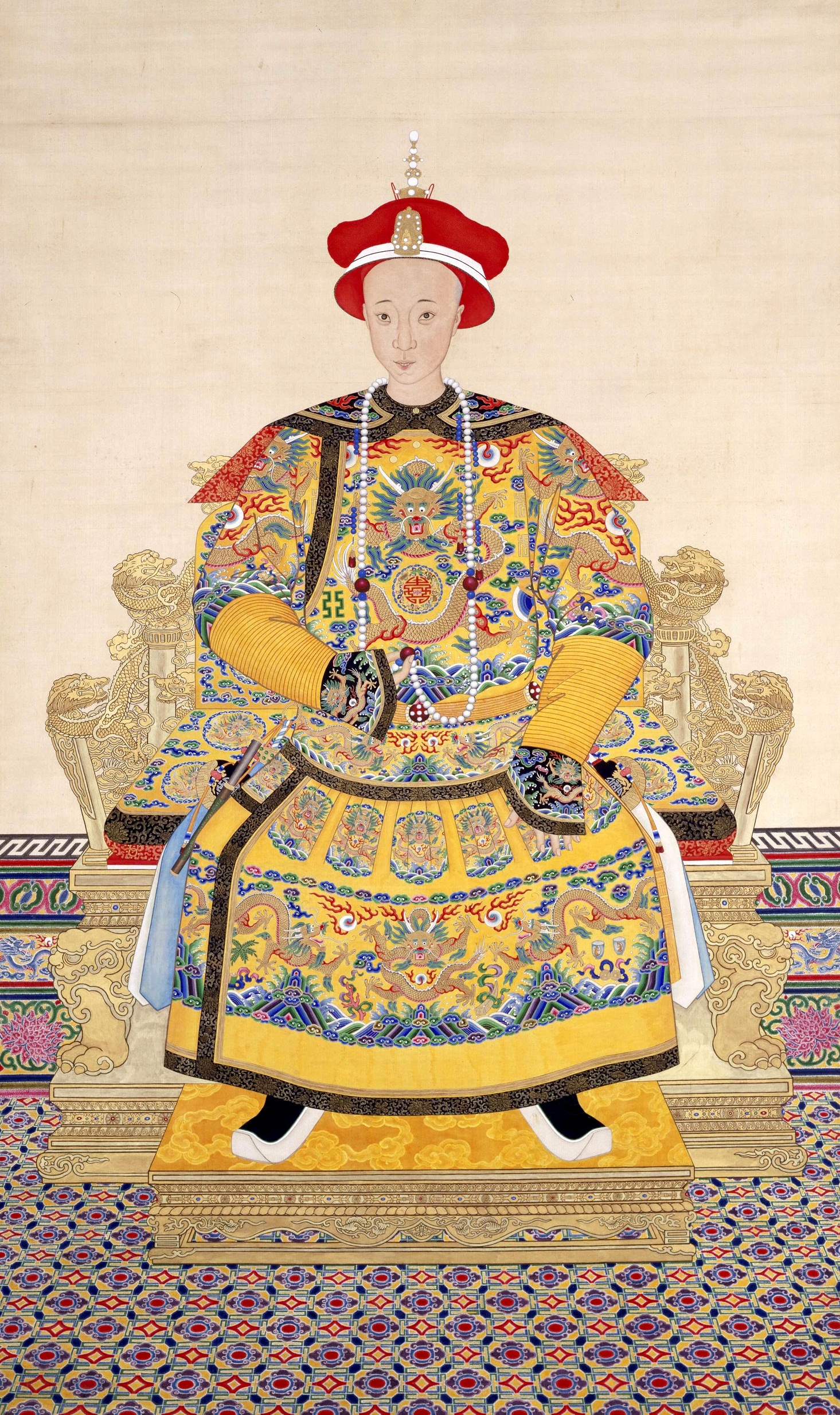
清朝皇帝：同治帝
臺灣府知府：葉宗元

## 大事記
- 1867年3月（同治六年）：發生羅發號事件，因美國船難者誤闖臺灣原住民族領土而被視為侵略者，遭屏東排灣族出草捍衛家園，遭到龜仔甪社（今墾丁國家森林遊樂區旁社頂部落）的排灣族原住民出草攻擊，船長亨特（J. W. Hunt）夫婦等十三人慘遭殺害，史稱羅發號事件。唯一倖免的粵籍水手逃至打狗（今中華民國高雄市），並向當地官府報告，惟時清朝政府以枋寮至鵝鑾鼻是不載版圖（意生番地），而消極處理。

- 1867年4月18日（同治六年）:當時美國駐廈門領事李仙得聞訊後赴臺，抵達台灣府[1]，希望能與原住民直接聯繫，但被拒絕上岸[2]。

- 1867年6月13日（同治六年）:美軍發起福爾摩沙遠征，美國海軍兩艘戰艦載送181員海軍官兵在臺灣東南岸登陸，兵分兩路，分別由哈特福號中校指揮官喬治·貝爾納普（英语：George Belknap）及海軍少校亞歷山大·史密德·麥肯齊領導，在不熟悉當地地形的情況下，於未納入清朝版圖的叢林中行軍，遭排灣族人以火槍伏擊。美軍僅1員軍官死亡（亞歷山大·史密德·麥肯齊於當日戰死於墾丁），但美軍放棄原定作戰目標（擊敗排灣族並佔領其部落）並撤回至戰艦內，遠征行動以美軍未達成作戰目標而告終，惟此趟報復遠征並未成功，是美國海軍史上其中一次遠征吃敗仗的紀錄。

- 1867年10月（同治六年）:美國與台灣原住民瑯嶠十八社因羅發號事件和福爾摩沙遠征一事，在恆春東門東方三公里處，古名叫火山的地方訂立盟約，稱之為「南岬之盟」

- 1867年12月18日（清同治6年11月23日）:發生於福建等處承宣布政使司臺灣道臺灣府淡水廳雞籠外海地震引發的大海嘯，造成雞籠和金包里堡沿海嚴重傷亡[3][4]。

## 出生
- 6月11日（陰曆五月九日）——伊能嘉矩，民俗學者、人類學者。日治時期在臺致力臺灣研究。著有《臺灣地名辭書》、《臺灣文化志》。逝世於日本陸奧國（今岩手縣遠野市）（1925年逝世）

## 逝世

### 6月
6月13日:亞歷山大·史密德·麥肯齊，25歲，美國海軍少校，參與福爾摩沙遠征中陣亡於墾丁。

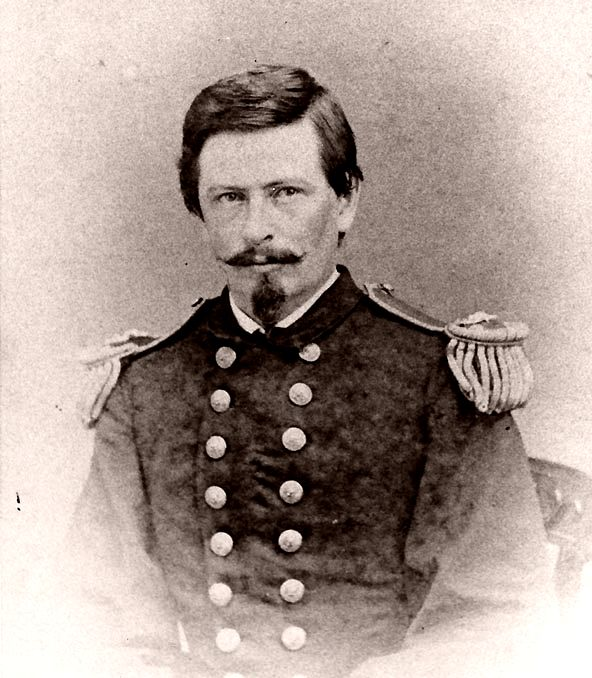
美國海軍亞歷山大·麥肯齊少校